# Wilhelm Michler
Wilhelm Michler (* 27. Dezember 1846 in Schmerbach, heute zu Creglingen; † 27. November 1889 in Rio de Janeiro) war ein deutscher Chemiker.
Michler war Schüler von Victor Meyer, bei dem er 1874 in Zürich promovierte. Anschließend lehrte er von 1875 bis 1882 als Privatdozent an der ETH Zürich. 1882 siedelte er nach Brasilien über, wo er vor allem über  Naturstoffe tropischer Herkunft arbeitete und Technische Chemie an der Polytechnischen Schule in Rio de Janeiro lehrte.
Nach ihm benannt sind Michlers Keton, eine Grundchemikalie zur Synthese von Farbstoffen, und deren strukturell zugrundeliegende Substanz Michlers Base.